# Cañón sin retroceso

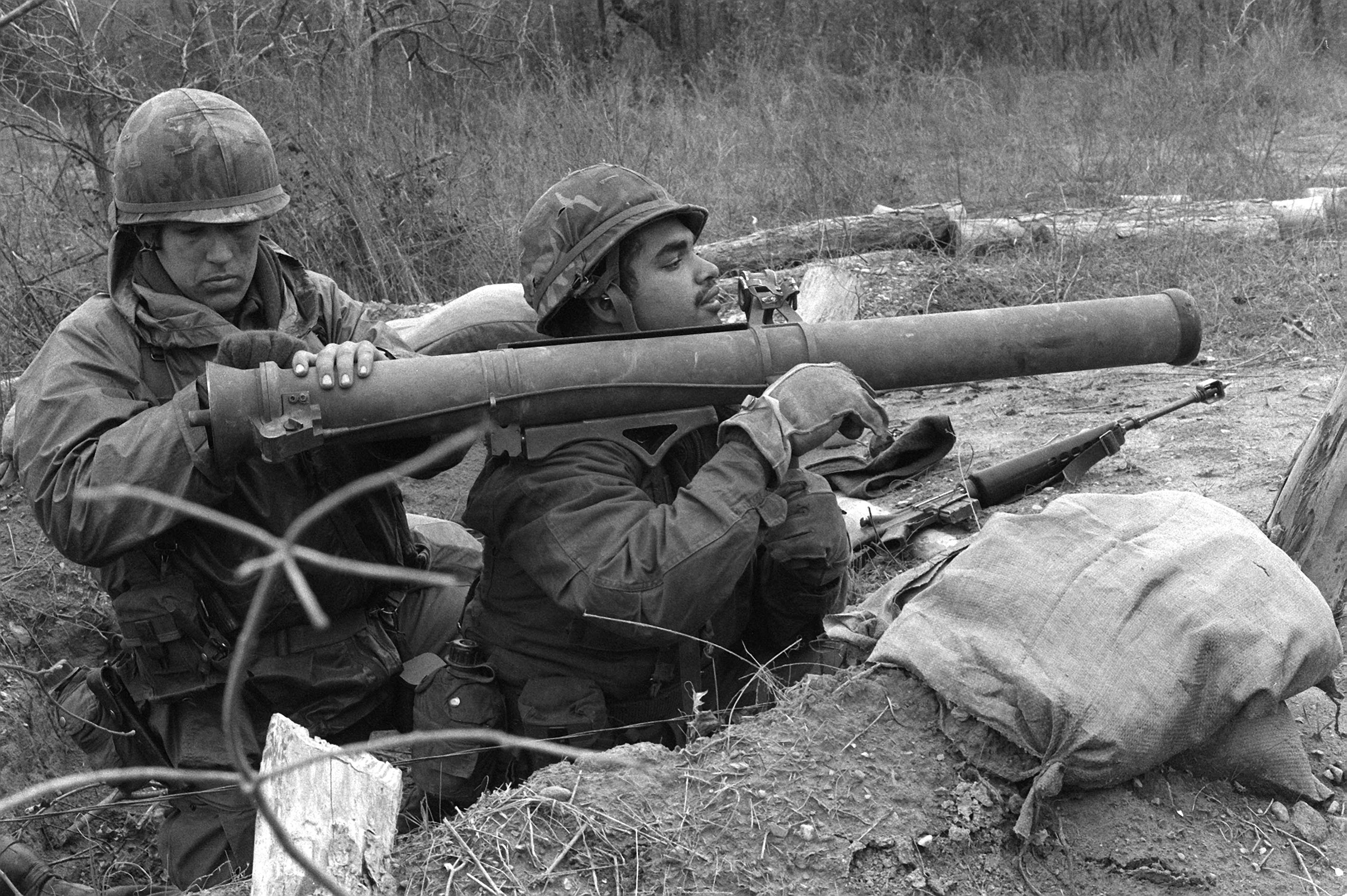
Cañón sin retroceso M67.

Cañón sin retroceso y método de operación.

Un cañón o fusil sin retroceso (Recoilless Rifle o RCL, en inglés) es una pieza de artillería ligera cuyo diseño permite la evacuación de una parte de los gases propulsores por el cierre de su recámara al momento del disparo, creando un empuje adelante que contrarresta parte de su retroceso. Esto permite eliminar los pesados y voluminosos mecanismos de retroceso de un cañón, al mismo tiempo que puede disparar un potente proyectil. Además, las menores presiones que se generan al disparar hacen que sus cañas sean más delgadas y ligeras, reduciendo aún más su peso.
A pesar de que tiene una forma similar a la de un lanzacohetes, dispara obuses modificados, no cohetes. La principal diferencia respecto a los lanzacohetes (portátiles o no) es que el proyectil del cañón sin retroceso no tiene propulsión propia después de abandonar la caña, comportándose como un proyectil de artillería convencional y sin acelerar más, como lo haría un cohete o misil. Sin embargo, están disponibles proyectiles asistidos por cohete para los modernos cañones sin retroceso. 
Utilizados normalmente como armas antitanque, el primer diseño efectivo fue desarrollado en la Segunda Guerra Mundial por William Kroeger y Clarence Musser.
Como parte de la velocidad del proyectil se pierde inevitablemente en el fogonazo compensador del retroceso, los cañones sin retroceso suelen disparar pesados proyectiles de alto poder explosivo con menor alcance que los de un cañón convencional, aunque con una mayor facilidad de transporte, haciéndolos populares entre las unidades de paracaidistas, tropas de montaña y fuerzas especiales, donde la portabilidad es muy importante, así como algunas unidades de infantería ligera y artillería de apoyo. Aunque el muy reducido retroceso permite que muchas de las nuevas y pequeñas versiones puedan ser disparadas desde el hombro de una persona, la mayoría de los cañones sin retroceso son montados sobre trípodes y concebidos para ser transportados por un equipo de dos o tres soldados. Las versiones más grandes, tales como los L4 MoBAT y L6 Wombat británicos, son voluminosas y tienen bastante retroceso como para montarse a bordo de un jeep, camión o transporte blindado de personal.

## Diseño

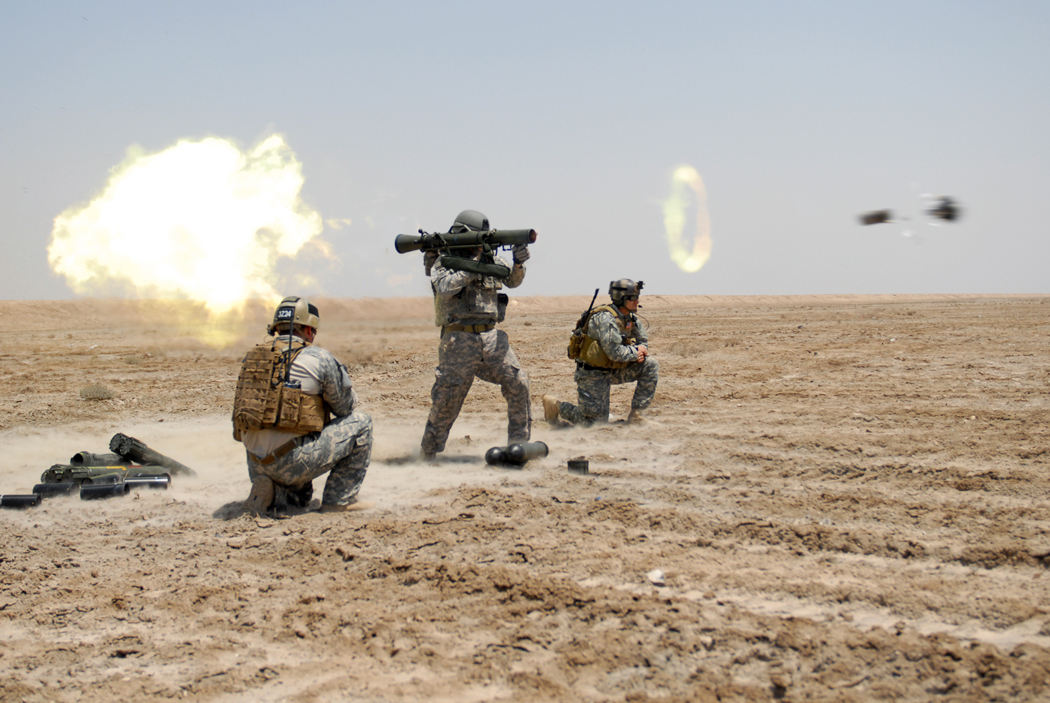
Soldados estadounidenses disparando un Carl Gustaf M2. Obsérvese el fogonazo posterior.

Un cañón sin retroceso funciona de forma similar a un cañón convencional. El proyectil y el propulsor van dentro de la misma munición y son alimentados por una recámara. Sin embargo, cuando se disparan, en lugar que el propulsor explote e impulse al proyectil fuera del cañón, una gran porción de los gases del disparo escapan por la parte trasera del arma, proveyendo una fuerza inercial que contrarresta la inercia del proyectil. Puesto que el retroceso ha sido prácticamente removido, no se necesita de un complejo mecanismo de montaje ni reducción del retroceso, por lo que el arma es más sencilla. A pesar de su nombre, es casi imposible lograr que las fuerzas opuestas se cancelen completamente, por lo que en realidad estas armas sí tienen un retroceso notable pero manejable.
A diferencia de un lanzacohetes, que dispara cohetes estabilizados por aletas, la munición de un cañón sin retroceso se asemeja a la de una pieza de artillería.
Puesto que el escape de gases calientes por la parte trasera del arma puede ser peligroso en ambientes confinados, algunos cañones sin retroceso como el Armbrust y el MATADOR usan una combinación de un contradisparo, cañón sin estrías y pistones para evitar tanto el retroceso como el fogonazo trasero.

## Historia

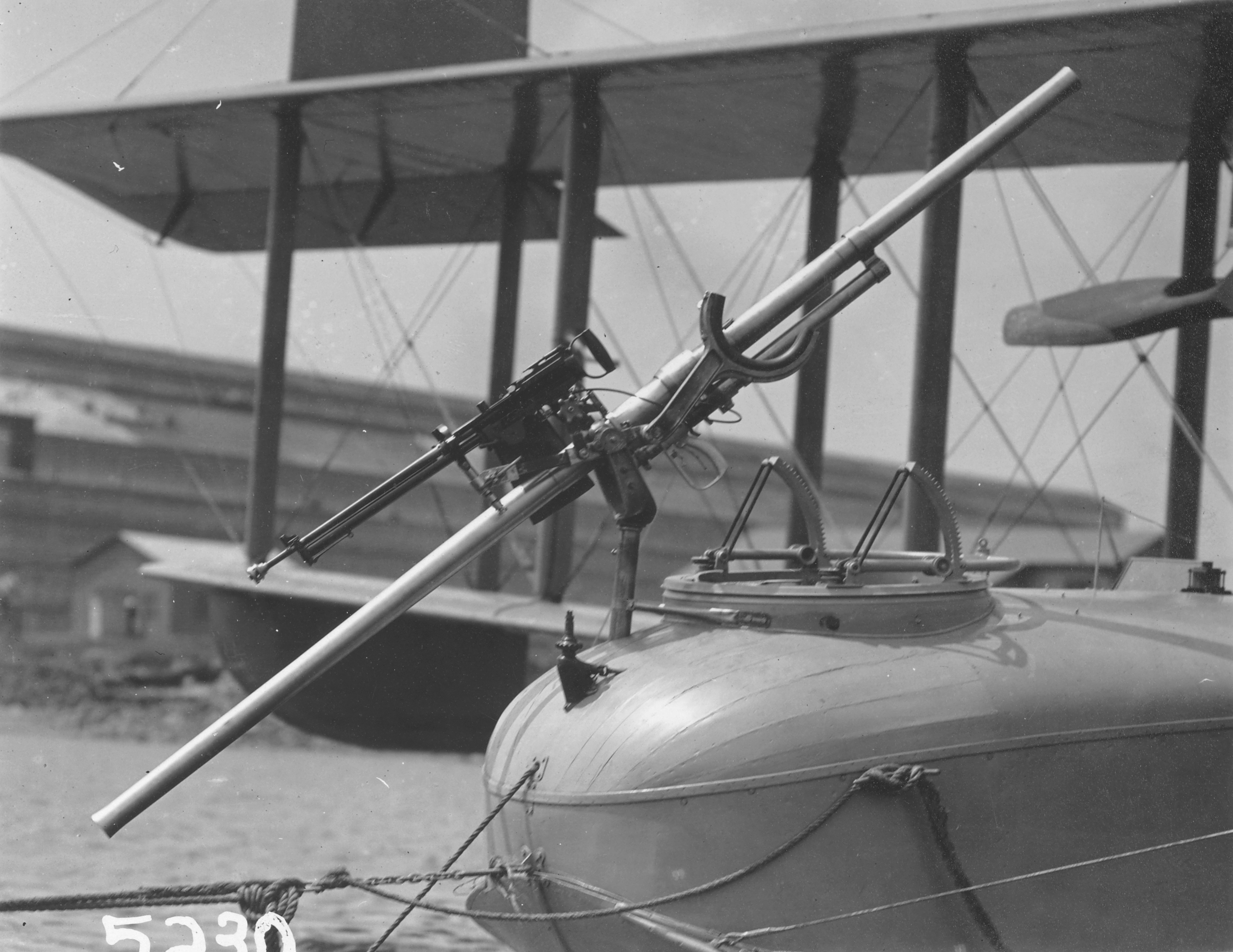
Cañón Davis montado en el morro de un hidrocaona F5L, con una ametralladora Lewis coaxial. Hacia 1918.

El primer diseño conocido de un cañón que empleaba los principios de un cañón sin retroceso fue creado por Leonardo da Vinci en el siglo XV o inicios del siglo XVI. Este era un cañón que disparaba proyectiles en direcciones opuestas, pero no hay evidencias de haber sido construido en su época.
En 1879, Alfred Krupp solicitó una patente francesa para un cañón sin retroceso.
El primer cañón sin retroceso fue el cañón Davis, desarrollado por el Capitán de Fragata Cleland Davis de la Armada de los Estados Unidos justo antes de la Primera Guerra Mundial. Su diseño conectaba dos cañones culata con culata, con el arma en la posición trasera cargada con balines de plomo y grasa del mismo peso que la munición de la otra. Su idea fue utilizada experimentalmente por los británicos como un arma antidirigible y antisubmarino montada en un bombardero Handley Page O/100 y se planificó su instalación en otros aviones.
En la Unión Soviética, el desarrollo de cañones sin retroceso (Dinamo-Reaktivnaya Pushka, DRP; cañón de reacción dinámica) se inició en 1923. En la década de 1930 se construyeron y probaron muchos tipos de cañones, con calibres que iban desde 37 mm hasta 305 mm. Algunos de los ejemplares más pequeños fueron probados en aeronaves (Grigorovich I-Z y Túpolev I-12) y tuvieron una producción limitada, pero el desarrollo fue abandonado hacia 1938. El más conocido de estos cañones sin retroceso fue el DRP Modelo 1935 76 mm, diseñado por L.V. Kurchevski. Un pequeño número de estos fueron instalados sobre camiones y sirvieron en combate en la Guerra de Invierno. Dos fueron capturados por los finlandeses y probados; un ejemplar fue entregado a los alemanes en 1940.
El primer cañón sin retroceso en ingresar en el servicio alemán fue el 7,5 cm Leichtgeschütz 40 (Cañón ligero 40), un cañón de 75 mm con ánima lisa desarrollado para equipar a las fuerzas aerotransportadas alemanas con una útil pieza de artillería con capacidad antitanque y posibilidad de ser lanzada en paracaídas. El Leichtgeschütz 40 fue tan útil durante la invasión a Creta, que Krupp y Rheinmetall empezaron a desarrollar versiones más potentes, el 10,5 cm Leichtgeschütz 40 y el 10,5 cm Leichtgeschütz 42 respectivamente. Ambos cañones fueron copiados por el Ejército de los Estados Unidos, revirtiendo así el flujo de tecnología cuando los alemanes copiaron la Bazuca. La Lufwaffe también mostró interés en equipar sus aviones de ataque a tierra con cañones sin retroceso, para poder atacar tanques y fortificaciones. Entre estos figuraba el inusual Düsenkanone 88, un cañón sin retroceso de 88 mm que era alimentado mediante un tambor rotativo de 10 proyectiles y tenía las aberturas de escape apuntando hacia arriba en un ángulo de 51°, a fin de poder salir a través del fuselaje del avión y evitar que el fogonazo dañe la cola. Otro cañón sin retroceso era el Sondergerät SG104 "Münchhausen", un enorme cañón de 355,6 mm que sería montado debajo del fuselaje de un Dornier Do 217. Ninguno de estos cañones pasó de la etapa de prototipo. Los japoneses también habían desarrollado un cañón sin retroceso antitanque, el cual tenían reservado para defender la isla principal de una eventual invasión.
Estados Unidos tenía un programa de desarrollo de cañones sin retroceso, pero se desconoce hasta que punto se copiaron los modelos alemanes. Estas armas fueron bastante escasas durante la guerra, aunque el cañón sin retroceso estadounidense M20 era cada vez más empleado en 1945. En la posguerra surgió un gran interés en los cañones sin retroceso, ya que ofrecían un potencial reemplazo eficaz al obsoleto fusil antitanque en las unidades de infantería. 
Durante la Segunda Guerra Mundial, la compañía sueca Bofors Carl Gustaf desarrolló un pequeño cañón  sin retroceso de 20 mm, el Pansarvärnsgevär m/42 (20 mm m/42), el cual gozó del interés de los británicos, pero para ese entonces los fusiles antitanque ya estaban obsoletos. Este cañón sin retroceso sería la base del Carl Gustaf 84 mm de la posguerra.

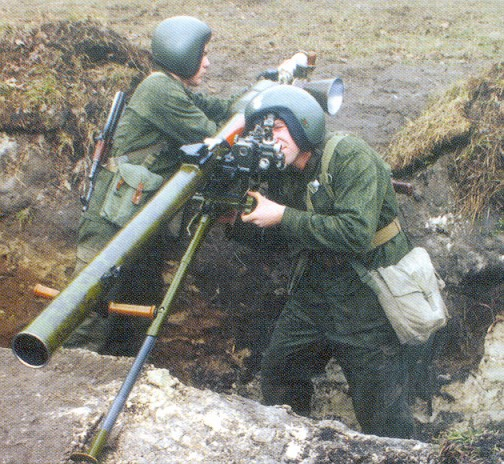
Recarga de un SPG-9M polaco. Foto del Ministerio de Defensa de Polonia.

En 1947, el cañón sin retroceso estadounidense de 75 mm fue adquirido por el ejército francés e instalado a bordo de un escúter Vespa. Fue utilizado por las fuerzas aerotransportadas francesas para proveer apoyo antitanque. Fue empleado en Argelia e Indochina.
Para cuando estalló la guerra de Corea, los cañones sin retroceso eran comunes en las fuerzas de los Estados Unidos. Los primeros cañones sin retroceso estadounidenses eran el M18 de 57 mm disparado desde el hombro y el M20 de 75 mm montado sobre trípode, que más tarde fueron seguidos por el M27 de 105 mm. Este último demostró ser poco fiable, demasiado pesado y muy difícil de apuntar. Los nuevos modelos que los reemplazaron fueron el M67 de 90 mm y el M40 de 106 mm (que en realidad es de 105 mm, pero se le designó así para evitar disparar la munición incompatible del M27). Los soviéticos también adoptaron con entusiasmo cañones sin retroceso en la década de 1950, con calibres de 73 mm, 82 mm y 107 mm. Además se desarrolló en la década de 1960 el M-28 Davy Crockett, un cañón sin retroceso empleado para lanzar una pequeña ojiva nuclear táctica y destinado a contraatacar las unidades de tanques soviéticos, que fue desplegado con las unidades estadounidenses instaladas en Alemania Occidental.  
Los británicos, cuyos esfuerzos fueron liderados por Sir Dennistoun Burney, inventor de la munición Wallbuster HESH, también desarrollaron diseños sin retroceso. Burney demostró la técnica con una escopeta calibre 4 sin retroceso. Su arma fue desarrollada para disparar el Wallbuster contra las defensas del Muro atlántico, pero no fue utilizada en los desembarcos del día D de 1944. Burney procedió a producir muchos otros diseños, incluyendo el 88 mm y el Ordnance, RCL, 3.45 in. El trabajo en la posguerra produjo la serie BAT de cañones sin retroceso, culminando en el L6 Wombat de 120 mm.
Los cañones SPG-9 de 73 mm y el B10 de 82 mm aún están en servicio en las unidades aerotransportadas de las fuerzas rusas, y son muy populares en los inventarios de países ex soviéticos, donde fueron empleados principalmente como armas antitanque.

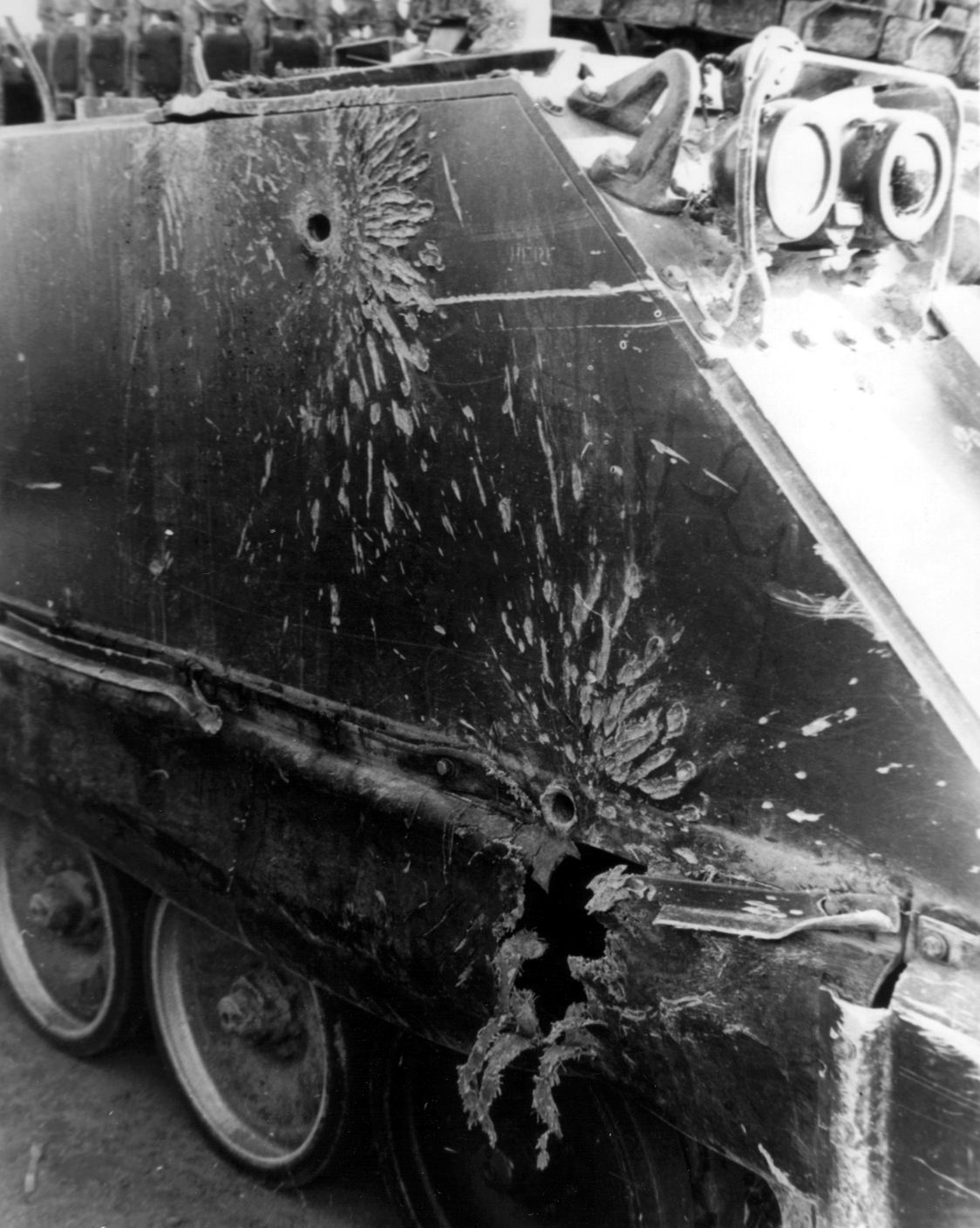
Un M-113 dañado por un cañón sin retroceso de 57 mm del FNLV.

Durante las décadas de 1960 y 1970, el misil guiado por cable empezó a reemplazar a los cañones sin retroceso como arma antitanque. El cañón sin retroceso empezó a desaparecer de los ejércitos, excepto en áreas como el Ártico, donde los Dragon y misiles guiados por cable TOW podían fallar debido a las extremas temperaturas. La 6.ª División de Infantería Ligera, con base en Alaska, aún utiliza el M67 en los pelotones de armas especiales. El último uso importante del cañón sin retroceso fue a bordo del tanque Ontos, que tenía instalados seis cañones de 105 mm sobre un ligero chasis de 9 toneladas, desarrollado en 1950. Sin embargo, el Ejército lo consideró inútil, así que fueron tomados por los Marines, pero éstos adoptaron solamente 176 de ellos. Estos fueron utilizados con gran éxito como vehículos de apoyo durante la guerra de Vietnam. Las tropas reportaban que el Ontos era un arma muy efectiva en este rol de apoyo, pero los mandos militares continuaron presionando para tener armas aún más pesadas, así que en 1970 los Ontos fueron retirados del servicio y desmantelados. Sin embargo, el cañón sin retroceso halló otros roles, especialmente en el conflicto Indo-pakistaní de Cachemira, donde fue usado con gran éxito contra búnkeres y como artillería en ese inhóspito terreno.
El Viet Minh también desarrolló sus propios cañones sin retroceso bajo la dirección de Tran Dai Nghia. La versión vietnamita era llamada SKZ o Sung khong giat (una traducción vietnamita de cañón sin retroceso), siendo ampliamente utilizada contra los búnkeres y posiciones fortificadas de los franceses. La versión más grande del SKZ era el DKZ o Phao khong giat ("artillería sin retroceso").

Sargento del Ejército estadounidense transportando un Carl Gustaf.

Hoy en día, uno de los varios cañones sin retroceso presentes en las líneas de los ejércitos de naciones occidentales industrializadas es el Carl Gustaf, un arma antitanque portátil de 84 mm. Introducido por primera vez en 1946, aún se encuentra en uso alrededor del mundo, e incluso ha sido reintroducido en servicio en el Cuerpo de Marines de los Estados Unidos como un arma antibúnker. El Carl Gustaf de 84 mm puede ser usado, junto con el M72 LAW de 66 mm y el LAW 80 para la táctica de Mouse-holing (abrir huecos en las paredes de cuartos adyacentes) de combate urbano. La técnica pretende sorprender a los ocupantes enemigos de una habitación, quienes no se esperan el ingreso de tropas enemigas más que por las puertas o ventanas. Muchos países también emplean un arma parecida al Carl Gustaf, el lanzacohetes AT4.
Otro cañón sin retroceso que aún es empleado es el Breda Folgore italiano de 80 mm, que fue introducido en 1986 y fabricado hasta 2001. Estaba disponible en una versión para dispararse desde el hombro y otra para montarse sobre un trípode. El uso de proyectiles asistidos por cohete le ofrece un mayor alcance al arma, en comparación a otras similares.
El cañón sin retroceso M40 estadounidense, de 105 mm, usualmente instalado en jeeps y otros vehículos pequeños, es muy común en los ejércitos de varios países, donde sirven principalmente como armas antitanque.

## Empleo civil

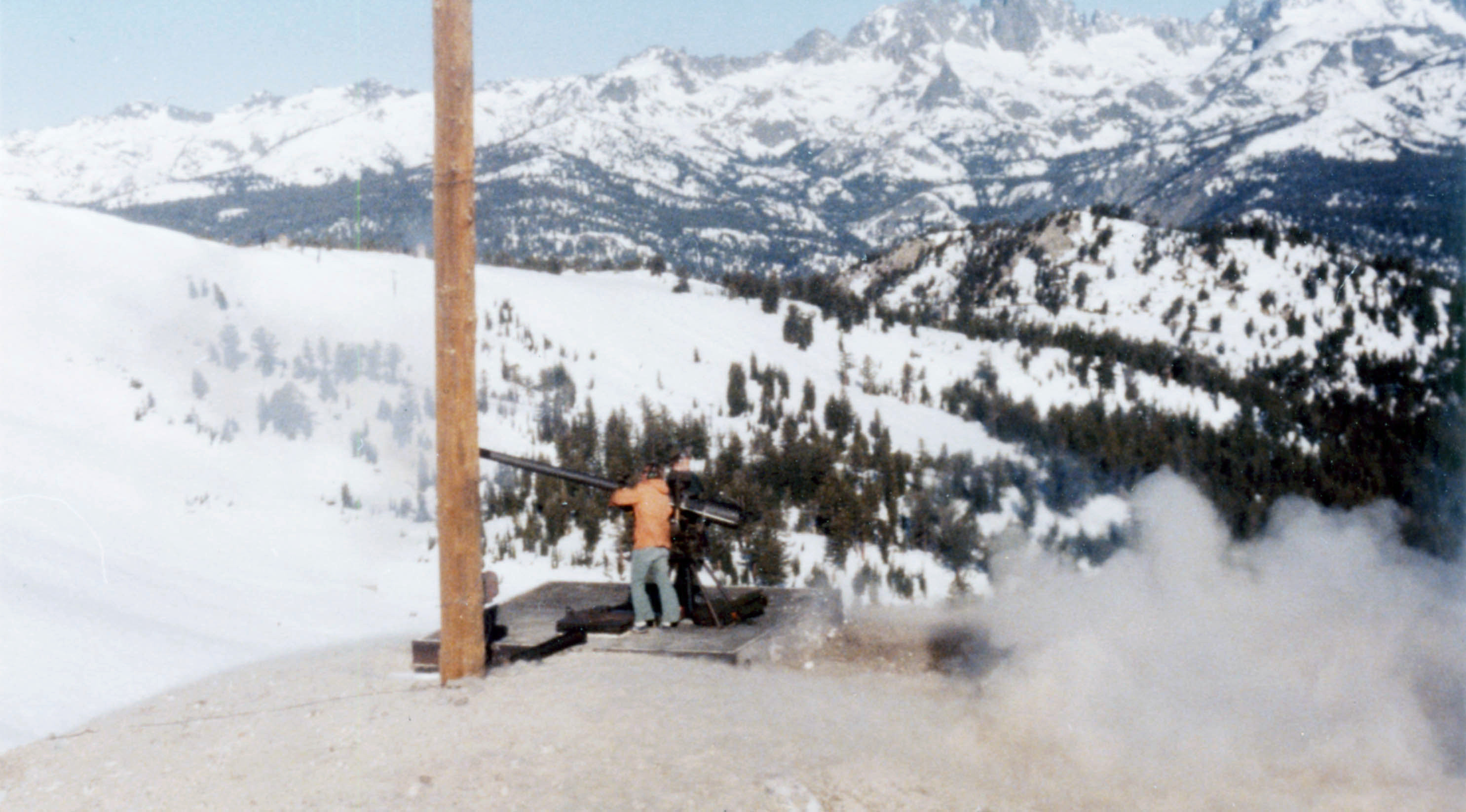
Equipo del Servicio Forestal de los Estados Unidos empleando un cañón sin retroceso de 105 mm para controlar avalanchas en la Montaña Mammoth del Bosque nacional de Inyo. Obsérvese los Minaretes al fondo.

Los viejos cañones sin retroceso  aún son utilizados por el Servicio de Parques Nacionales y el Servicio Forestal de los Estados Unidos como un sistema de control de avalanchas. El Departamento de Transporte del Estado de Washington utiliza un cañón sin retroceso de 105 mm para controlar las avalanchas en la Interestatal 90.